# Cerkiew św. Dymitra w Boguszy
Cerkiew św. Dymitra w Boguszy zbudowano w 1856 r., na miejscu poprzedniej. Była wielokrotnie remontowana, m.in. w roku 1926 i w latach 1963–1965.
Cerkiew ta jest jednym z 237 obiektów znajdujących się na Szlaku architektury drewnianej w Województwie Małopolskim.
Jest to cerkiew łemkowska, typ północny, schyłkowy, orientowana, drewniana, konstrukcji zrębowej. Trójdzielna: prezbiterium zamknięte trójbocznie, nawa i babiniec kwadratowe. Przy prezbiterium od pn. zakrystia, przed babińcem od frontu kruchta.
Wieża konstrukcji słupowo-ramowej o pochyłych ścianach, z nadwieszoną izbicą. Słupy wieży obejmują babiniec. Wszystkie ściany obite gontem. Izbica wieży szalowana pionowym deskowaniem z blaszanym gzymsem ochronnym w połowie wysokości desek i ozdobnym gzymsem zegarowym u góry. W bocznych ścianach nawy duże, podwójne okna.
Dachy kryte blachą. Nad wieżą namiotowy, nad nawą i prezbiterium kalenicowe o dwóch poziomach kalenic. Nad wszystkimi częściami duże hełmy baniaste z latarniami i żelaznymi krzyżami; każdy z krzyży inny. Zakrystia nakryta przedłużoną połacią północna dachu prezbiterium.

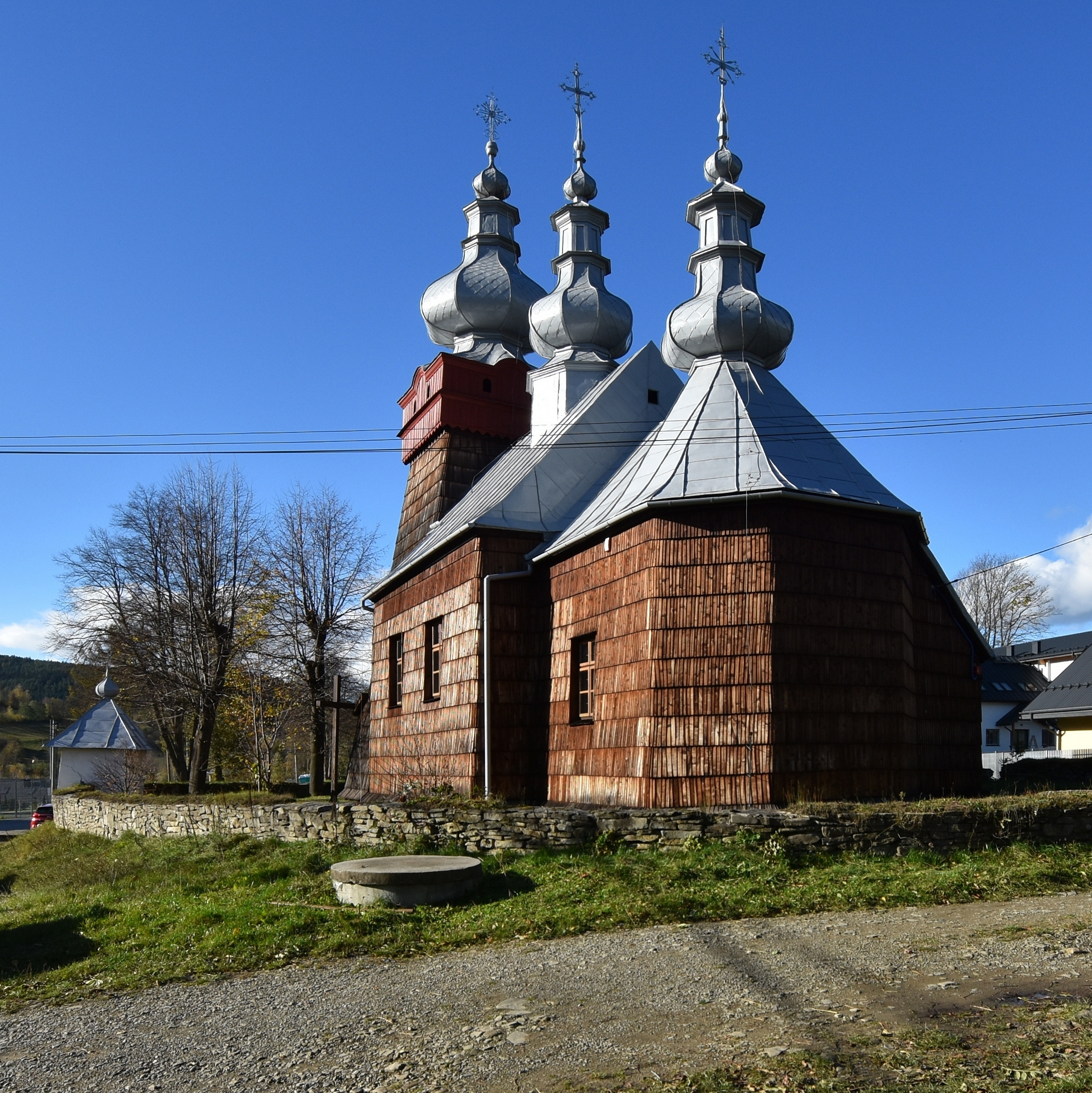
Widok od strony prezbiterium
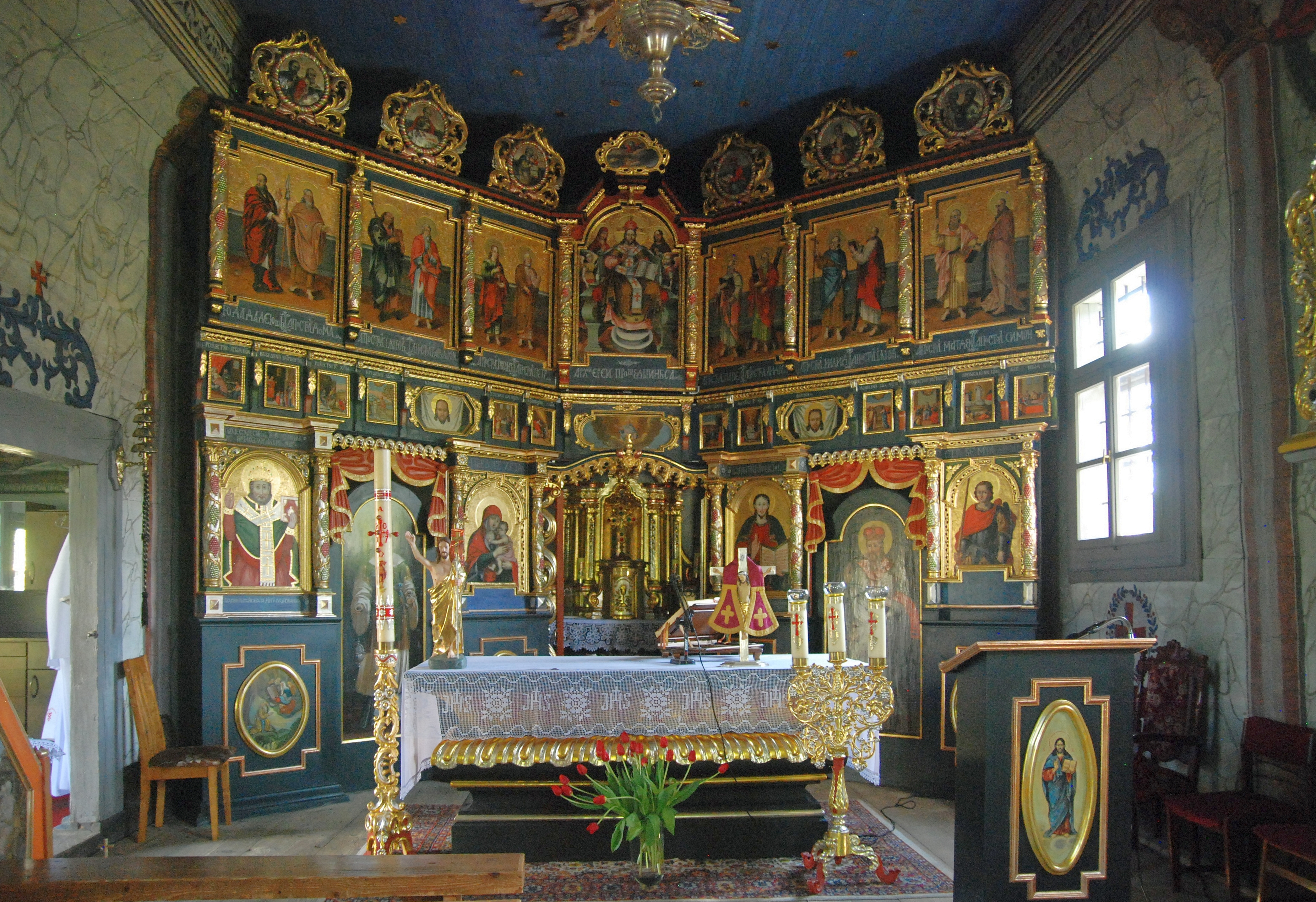
Wnętrze
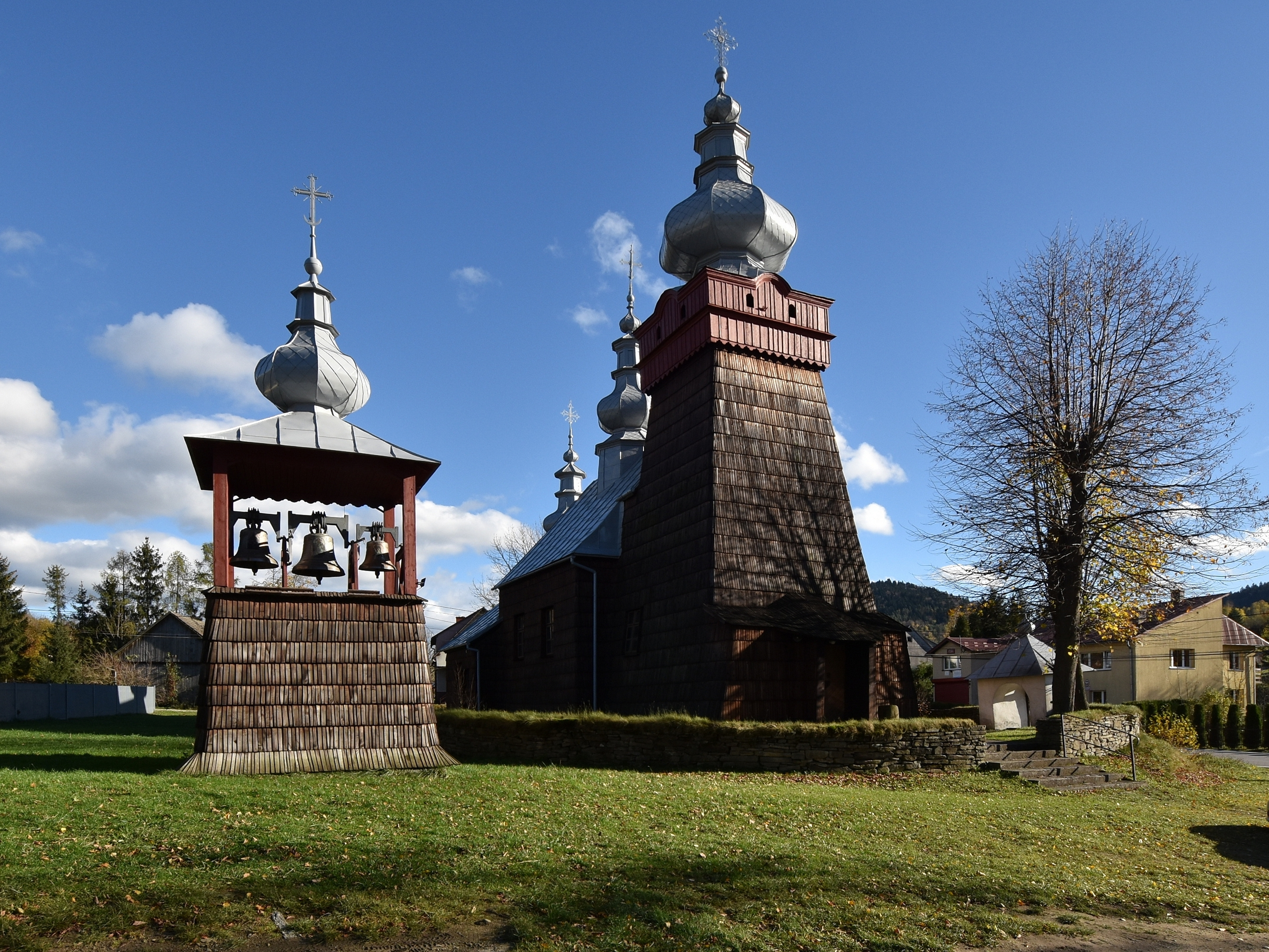
Dzwonnica

Wnętrze nakryte stropami płaskimi z fasetami. Polichromia o motywach architektonicznych wykonana została w 1873 r. przez Victoria Zompha z Bardiowa. W trakcie prac malarskich przemalował on również stary ikonostas (został przywrócony do pierwotnego wyglądu podczas prac konserwacyjnych).
Wiele elementów wyposażenia zachowało się z poprzedniej cerkwi, zbudowanej w 1627 r., m.in. ołtarzyk Ostatniej Wieczerzy z 1630 r., ikonostas z 1670 r., ambona.
Pierwszy ikonostas w Boguszy pochodził z 1627 r.; kilka ikon z niego znajduje się w Muzeum Okręgowym w Nowym Sączu a fragmenty desek z rzędu Deesis wbudowane zostały w boczne ściany mensy ołtarzowej. Obecnie ikonostas znajduje się w głębi prezbiterium i ze względu na mniejszą wysokość pomieszczenia nie zmieściły się tam wszystkie elementy ikonostasu. Rząd proroków oraz krucyfiks z Matką Bożą i św. Janem pozostał na wschodniej ścianie nawy. Nietypowy jest w ikonostasie rząd prazdników. W środku zamiast Ostatniej Wieczerzy jest Bóg Ojciec Stwórca Świata a wśród ikon świątecznych znajdują się dwa przedstawienia Mandylionu.
Teren przycerkiewny ogrodzony kamiennym murkiem z darniowa czapą. Obok cerkwi nowa, drewniana dzwonnica.
Obecnie cerkiew jest użytkowana jako kościół parafialny pw. św. Antoniego Padewskiego. Od 2018 r. proboszczem w Boguszy jest ks. Józef Nowak.